# 徐百弟
徐百弟（英語：Chui Pak-tai，1952年1月2日—），香港及台灣政治人物，香港民主黨前成員，中華博愛台港共融協會理事長，曾經在香港黃大仙區議會彩雲西選區代表民主派擔任區議員長達17年，2021年入籍中华民国並加入當地政黨臺灣維新。

## 政治生涯

### 香港
在1994年香港區議會選舉，徐百弟獲港同盟、匯點聯合推薦參選黃大仙區議會的新選區彩雲西，並擊敗包括在當區爭取連任、因在1971年香港市政局選舉當選，而成為香港開埠以來首名華人女性民選議員的楊勵賢在內的其他兩名候選人當選。隨後跟隨港同盟及匯點合併為民主黨，為民主黨創黨成員之一，屬於民主黨少壯派，曾任民主黨中委及支聯會常委。
1996年，徐百弟赴北京拉橫額抗議中華人民共和國政府扶植臨時立法會破壞香港民主制度，當晚半夜旋即被捕，最终在英方施壓下方得獲釋返港。
2001年5月7日《财富》全球论坛舉行前夕，徐百弟聯同劉山青、陳國樑、林森成、范國威、鄺國全及黃仲棋等其他六名社會民主論壇成員在金紫荊廣場以鐵鏈自綁國旗柱示威，最後被警方強行帶走。同年12月10日，七人在東區法院被裁定「阻街」及「未能出示身分證」罪名成立，判各人罰款500至1000元。
2002年4月民主黨發生少壯派出走潮，已經加入過渡組織社會民主論壇的徐百弟跟隨出走潮正式退黨加入前綫。隨後一直留在前綫，直至2008年11月前線和民主黨合併而回歸民主黨。
自徐百弟於1994年當選區議員後，往後三屆均代表民主派參選且均順利連任。直到2011年第四屆香港區議會選舉中建制派針對徐百弟連任多年，派出工聯會及民建聯雙黨籍的年輕女候選人譚美普參選，結果以1,819票比1,554票擊敗徐並終結其連任17年的區議員生涯，徐亦因此移居台灣並淡出香港政壇。

### 台灣
徐百弟於香港1997年主權移交前已獲得華僑身份，2012年敗選下野後攜妻離港，置業淡水並開始居留臺灣，此後十年間不時往返臺港兩地，至2021年終成功取得身分證；由於其華僑身份，入籍一年後於2022年即已獲得完整政治權利。徐百弟於臺灣生活期間在淡水開設咖啡店「百弟館」，並透過舉行放映會和聯歡活動等方式倡導台港共融。2023年獲台灣維新創黨人蘇煥智邀請入黨參選，考慮一個多月後終在11月宣佈在台灣第十一屆立法委員選舉代表台灣維新參選，並退出民主黨，出戰新北市第一選舉區。他接受傳媒訪問時提到再披戰袍的原因是希望成為港人在台灣參政的領頭羊，啟發其他在台港人參政；並且希望港人定居議題再被關注，透過解說化解台港矛盾，將台灣的香港移民困境傳達出去。其他政綱包括將淡水變成國際都會、擴大台北港為國際旅遊匯點、推動北海岸觀光旅遊連線、活化淡水漁人碼頭功能等。但他亦坦言，當選為不可能的任務，最後獲2633票落選，五名候選人中得票排第三。

## 選舉紀錄
| 年度           | 選舉屆數                 | 選舉區           | 所屬政黨    | 得票數     | 得票率     | 當選標記   | 備註       |
| 香港區議會     | 香港區議會               | 香港區議會       | 香港區議會  | 香港區議會 | 香港區議會 | 香港區議會 | 香港區議會 |
| -------------- | ------------------------ | ---------------- | ----------- | ---------- | ---------- | ---------- | ---------- |
| 1994           | 第五屆英屬香港區議會選舉 | 彩雲西           | 港同盟/匯點 | 1,556      | 48.43%     |            |            |
| 1999           | 第一屆香港區議會選舉     | 彩雲西           | 民主黨      | 1,331      | 50.70%     |            |            |
| 2003           | 第二屆香港區議會選舉     | 彩雲西           | 前 前綫     | 1,516      | 45.90%     |            |            |
| 2007           | 第三屆香港區議會選舉     | 彩雲西           | 前 前綫     | 1,589      | 53.97%     |            |            |
| 2011           | 第四屆香港區議會選舉     | 彩雲西           | 民主黨      | 1,554      | 43.49%     |            |            |
| 中華民國立法院 |                          |                  |             |            |            |            |            |
| 2024           | 第十一屆立法委員選舉     | 新北市第一選舉區 | 台灣維新    | 2,633      | 0.97%      |            |            |